# 오스트리아 왕위 계승 전쟁
오스트리아 왕위 계승 전쟁(Österreichischer Erbfolgekrieg, War of the Austrian Succession, 1740년 ~ 1748년)은 거의 모든 유럽의 강대국이 얽힌 전쟁이다. 이 전쟁은 여자의 왕위 계승을 금지하는 〈살리카 법〉에 따라 오스트리아의 마리아 테레지아가 합스부르크 왕가를 계승하는 것은 부당하다는 구실을 내세우며 각국이 개입함으로써 시작되었다.
슐레지엔의 영유권을 둘러싸고 합스부르크 왕가와 프로이센이 벌인 전투에 후세의 군사적 관심과 역사적 의의가 집중되어 있다. 열강이 이 전쟁에 개입하였지만, 가장 놀라운 것은 전원이 전문적인 군인들로 구성되어 있는 프로이센군의 뛰어난 전투력이었다. 프로이센군은 이전의 전형적인 군대처럼 용병들을 집결시킨 오합지졸이 아니었다. 프로이센군의 편제는 당시엔 매우 이례적이었다. 심지어 병과를 조합하는 근대의 전술교리를 창안한 구스타브 2세 아돌프 조차도 상당한 수의 용병을 운용했는데, 이는 직업적인 상비군을 운용하는 것은 비용이 많이 들고, 농민을 징발해서 만든 민병대는 효율이 떨어졌기 때문이다.
서남독일, 네덜란드 및 벨기에 등의 저지대, 그리고 이탈리아는 이 지역에서 전투를 벌인 프랑스와 오스트리아군의 군홧발 아래 짓밟혔다. 프로이센과 프랑스가 굳건한 동맹을 맺었고, 마찬가지로 합스부르크 왕가와 스페인 그리고 바이에른 선제후국이 이에 맞서 대항축을 이루었다. 유럽 각국은 각자의 이익과 30년 전쟁 혹은 그 이전의 우호관계에 따라 합종연횡을 거듭하며 양 세력 중 한쪽에 참여하여 전투를 벌였다.
오스트리아는 프랑스의 전통적인 적대국이던 대영 제국과 네덜란드 공화국으로부터 거의 대부분의 군수품을 지원받았다. 오스트리아와 동맹관계가 변했던 국가 중에는 사르데냐 왕국과 작센이 가장 주목할 만하다.
이 전쟁은 1748년 엑스라샤펠 조약이 체결됨과 함께 종결되었다.

## 살리카 법 계승

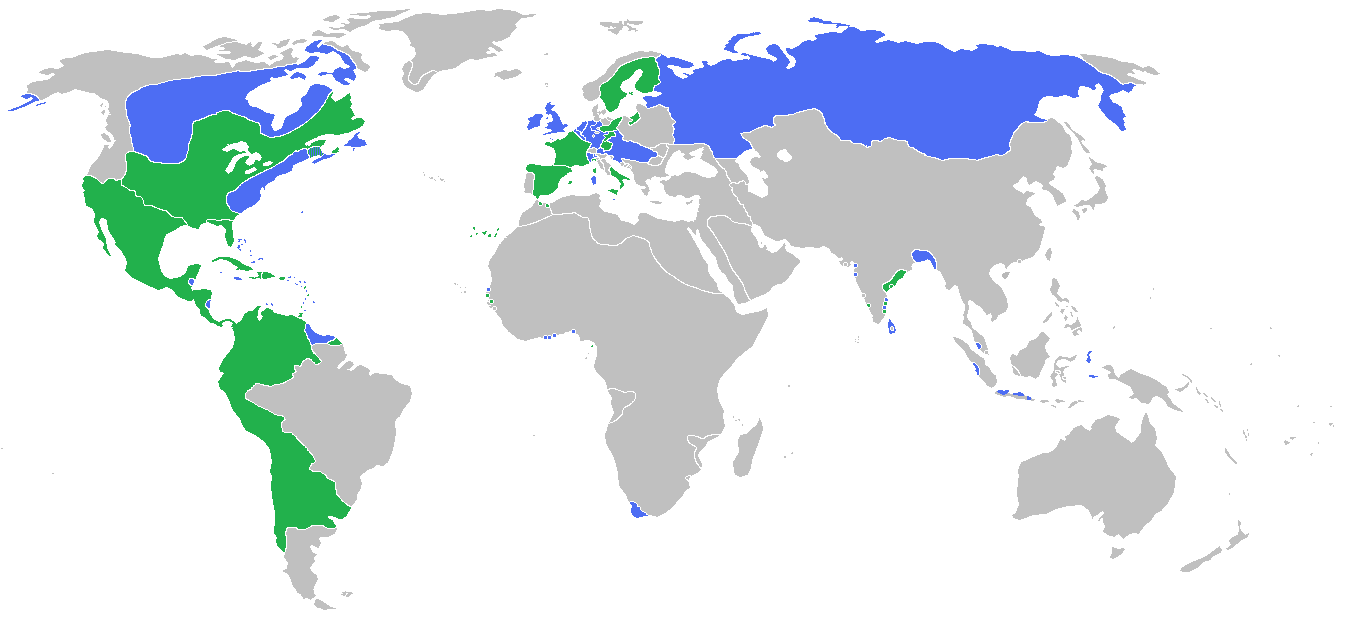
오스트리아 왕위 계승 전쟁에 거의 모든 국가가 참여했다. 파란색: 오스트리아, 그레이트브리튼과 동맹. 녹색: 프랑스, 프로이센, 스페인과 동맹.

1740년 마리아 테레지아는 그녀의 아버지 카를 6세 자리를 계승받아 헝가리와 보헤미아의 왕이자 오스트리아의 대공, 파르마의 공작이 되고자 했다. 마리아 테레지아는 자신이 합스부르크 왕가의 영토를 계승하고, 자신의 남편인 로트링겐 공작 프란츠 1세가 신성 로마 제국 황제로 선출될 수 있도록 계획을 세웠다. 합스부르크 왕가를 여성이 계승할 경우 사단이 날 것임은 충분히 예측가능한 일이었다. 이에 카를 6세는 독일의 여러 국가로부터 1713년 국사조칙을 준수해주길 요청하였고, 설득에 성공하였다.
문제는 프로이센의 프리드리히 2세가 1573년의 브리크 조약에 의해, 브란덴부르크의 호엔촐레른 가문이 브리크 공국을 상속받으므로, 슐레지엔의 계승권이 있다고 주장하면서 발생하였다. 프리드리히 2세는 이를 핑계로 국사조칙을 파기하고 1740년 11월 16일 슐레지엔을 공략하였다. 당시 마리아 테레지아는 여성이라는 이유로 나약하다는 평가를 받고 있었고, 바이에른의 카를 알베르트는 남성인 자신이 신성 로마 제국의 선제후로서, 직접적으로 신성 로마 제국 황제선거에 출마할 수 있다며 마리아 테레지아에게 자신의 황위계승권을 주장하였다.

## 1740년 슐레지엔 전역

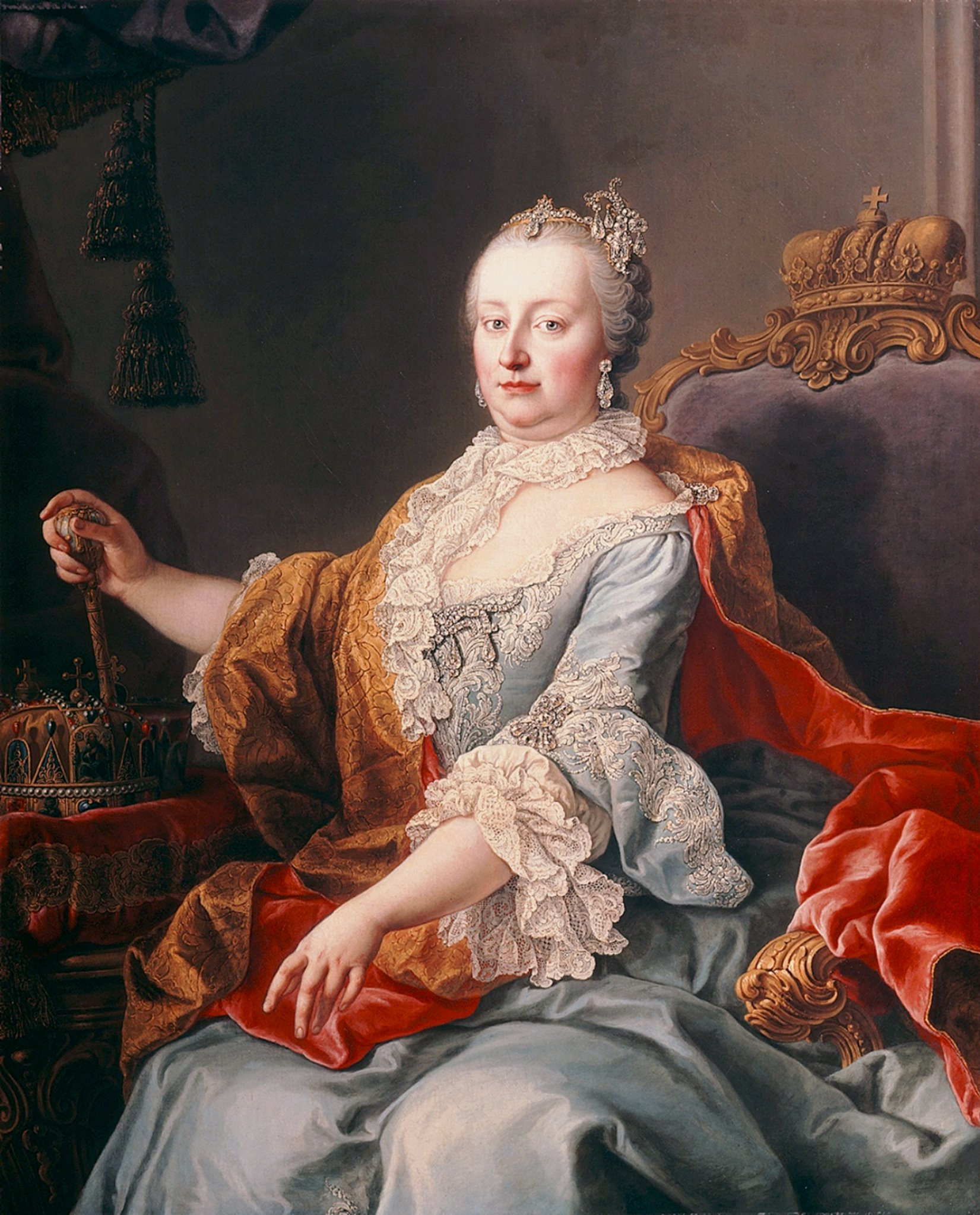
오스트리아의 대공비, 보헤미아와 헝가리의 여왕 마리아 테레지아

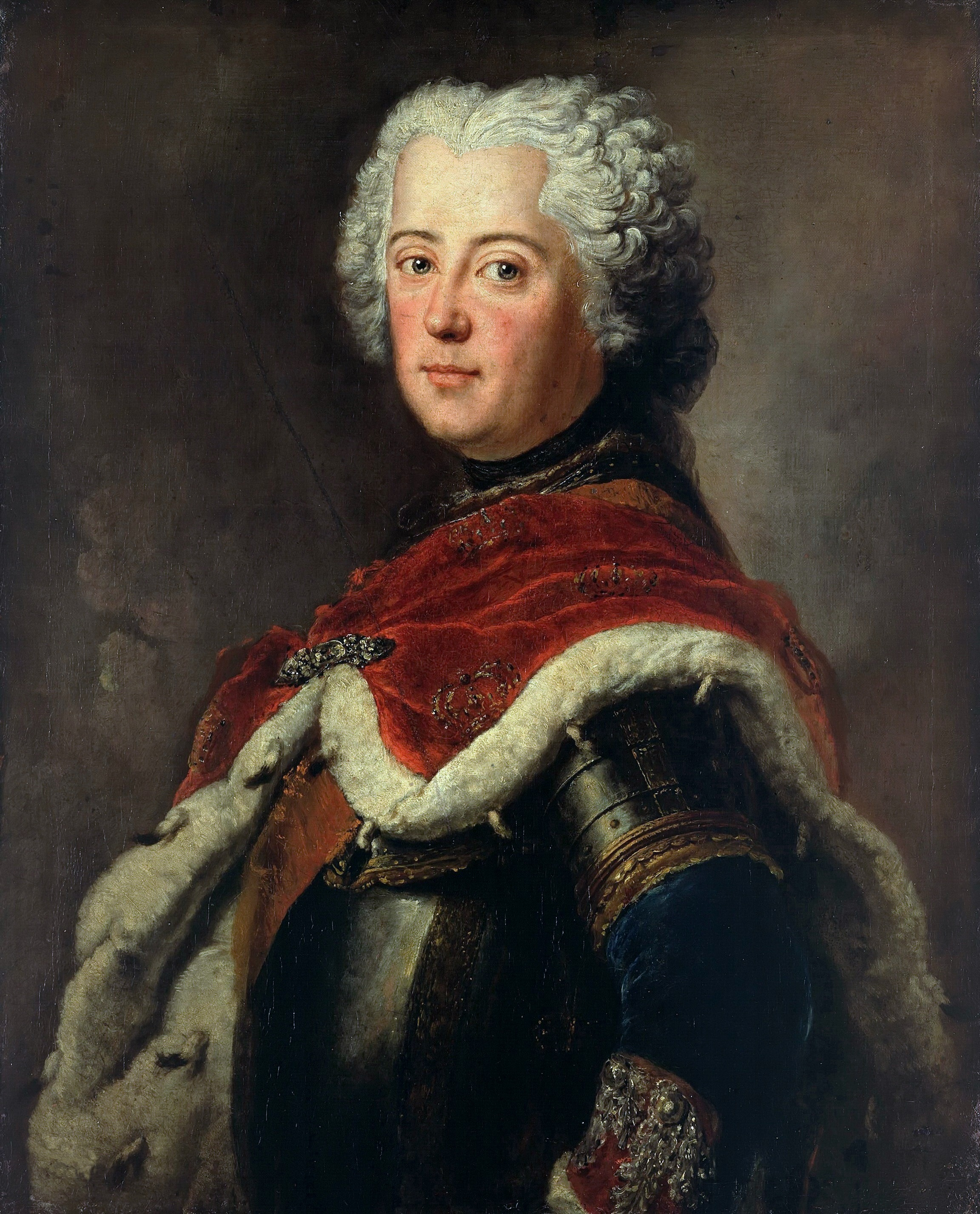
프로이센의 프리드리히 대왕

1740년 프로이센은 유럽 각국들 사이에서 중소 규모의 국가로 평가받고 있었다. 프로이센군은 최근 난잡한 폴란드 왕위 계승 전쟁(정확히는 1733년~1735년에 걸친 라인 강 전역)에 참여했지만, 이때 마저도 인상적인 모습을 보여주지 못했다. 프로이센군은 유럽 각국들로부터 독일에서나 통하는 그런 정도의 군사력을 가졌다고 간주되었다.
오직 몽상가라고 부를만한 극히 일부의 사람들만이 오스트리아나 프랑스의 군대와 맞설만한 강력한 군대라고 프로이센군을 평가하였다. 그러나 프리드리히 빌헬름 1세는 알려지지 않은 방법으로 강하게 군사를 훈련시켰다. 프로이센 보병대는 훌륭하게 훈련되어 있었고, 장비도 잘 갖추어져 있어서 오스트리아군이 3발의 총알을 쏠 때 5발을 쏠 수 있었다. 프로이센의 기병대와 포병대는 보병대에 비교하면 만족스러운 수준은 아니었지만, 그 정도면 타국에 비교해서 훌륭한 수준이었다. 프로이센은 동부에 위치한 폴란드의 훌륭한 기병대와 격전을 벌이곤 했었고, 17세기 중반에는 강력한 스웨덴의 포병대에게 고전하면서 상당한 경험을 쌓은 바 있었다.
프리드리히 빌헬름 1세의 사망으로 1740년 5월 31일 즉위한 그의 아들 프리드리히 2세의 군대는 초반의 전쟁준비에 별다른 방해를 받지 않았고, 이에 따라 유리하게 전쟁을 진행시킬 수 있었다. 이는 전문적인 상비군 제도를 충분히 발전시켜 완숙기에 이르도록 했기 때문이다. 오스트리아군이 야전병력을 집결시키는 동안 프로이센 군대는 유리한 고지를 미리 선점하였고 이로 인해 프리드리히2세는 별다른 저항 없이 슐레지엔 전역을 장악할 수 있었다고 전해진다.
프로이센군은 11월 초 오데르강을 따라 서서히 진군하였다. 1740년 11월 16일, 선전포고도 없이 슐레지엔 국경을 넘었다. 오스트리아군의 지역 사령관들이 가용할 수 있는 병력은 소규모의 요새에 있던 적은 숫자의 수비 병력밖에 없었다. 이들은 결국 수비병을 남겨두고 남은 소규모 군세를 이끌고 보헤미아와 모라바의 국경에 있는 산으로 물러나야 했다.
새로 획득한 영토에서 조직화된 프로이센군은 겨울을 날 준비를 하기 시작했다. 슐레지엔 전역을 장악하고, 글로가우, 브리크 그리고 나이세에 강력한 요새를 구축하기 시작했다. 사실상 이 전역의 성공으로 프로이센은 인구가 두 배나 늘어났고, 점령한 영토에서 징발된 인부들에게 최소한의 공정한 급료를 지불할 수 있을 정도로 산업 생산성이 증가되었다. 상대적으로 훈련이 덜 된 용병부대가 대다수를 차지하던 다른 나라의 군대들은 점령지의 주민들을 상습적으로 약탈하였고, 주민들을 위협해 겨울을 날 물자를 준비하곤 했으나, 프로이센군은 정예화된 상비군이었기 때문에 이런 일이 일어나지 않았다.
민족주의는 오늘날 우리가 아는 것과 달리 어린 시절부터 주입되는 관념이 아니었다. 프로이센은 당대의 독일 민중들이 자기 땅에 전쟁으로 인한 피해가 없다면 누가 통치하든 상관 없다고 생각했기 때문에 이익을 얻을 수 있었다.

## 1741년 슐레지엔 전역

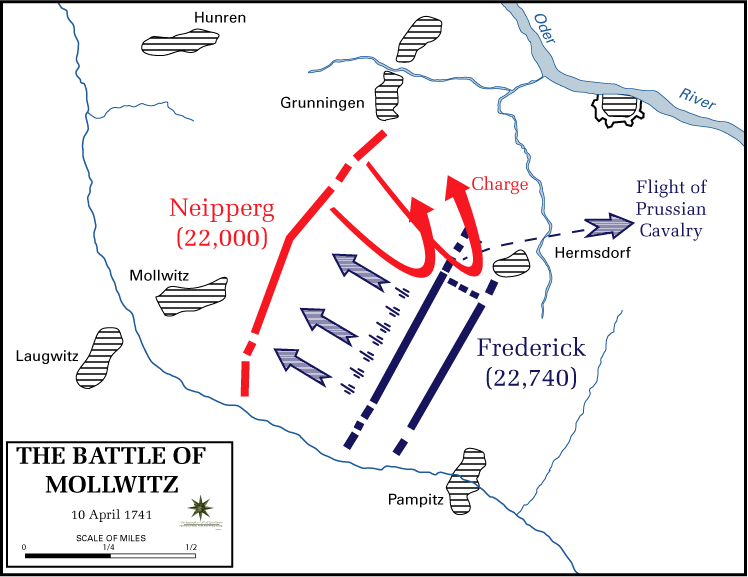
몰비츠 전투

1741년 2월 오스트리아군은 휘하의 장병들을 소집하여 나이페르크 장군에게 위임했다. 나이페르크 장군은 슐레지엔을 탈환할 준비를 하였다. 나이세와 브리크의 수비병들은 여전히 프로이센군에게 저항하고 있었으나, 글로가우는 1741년 3월 9일 밤, 기습을 당해 함락되었다. 안할트-데사우의 소 레오폴트 공작 휘하의 프로이센군은 누구나 찬사를 보내고 감탄할만큼 정확한 작전을 한 시간 만에 수행하였다. 그러나 이때 모라바의 오스트리아군이 거점을 장악하여 북부 슐레지엔에 위치한 프리드리히 군의 숙영지가 위험에 처했다. 재집결한 프로이센군은 눈이 쌓인 땅을 고르는 고된 업무에 투입되었고, 작업이 완료되기도 전에, 나이세에서 지원군을 받은 나이페르크가 브리크로 진군함에 따라 본국과의 보급로가 끊길 상황에 처했다. 며칠 후 양군의 작전행동이 벌어진 후에 몰비츠 전투가 벌어졌다. 이 전투는 프리드리히와 그 장병들의 첫 전투였다. 이 전투에서 오스트리아군은 프로이센군의 우익 기병대를 궤주시켰으나 프리드리히 군의 보병대는 전열을 유지하여 결국 승리하였다.
프리드리히 자신은 전투가 끝나기도 전에 자리를 떴다. 프리드리히는 전투에 의욕적으로 참가하여 기병들의 육박전에도 직접 참여하였으나, 전황이 불리해지자 야전 원수 슈베린의 조언에 따라 전장을 떠났다. 슈베린은 퐁트누아에서 삭스 원수가 그랬듯이 뒤에 남아 전투를 승리로 이끌었다. 한편 이 와중에 프리드리히 대왕은 오스트리아 경기병에게 사로잡힐 뻔하다 간신히 도망칠 수 있었다.
이 전투의 승리로 프로이센은 브리크를 지켜낼 수 있었다. 그리고 나이페르크는 나이세로 퇴각하여, 오스트리아군을 재정비하고 여름동안 일련의 작전행동을 전개하였다. 이 전투에서 승리함에 따라 새로운 군사강국 프로이센이 유럽 무대에 등장하였다. 프랑스는 프리드리히 대왕의 진영에 벨르일 원수를 파견하여 동맹을 위한 협상을 진행하였다. 프로이센이 슐레지엔에서 성공함에 따라 오스트리아 왕위 계승 전쟁이 확대되기 시작했다. 바이에른의 선제후가 프랑스의 '지원군을 등에 업고 황제 선거에 출마하였으며, 지원군 이외에도 다른 프랑스 부대들이 하노버를 견제하기 위해 파견되었다. 작센은 이미 프로이센군을 지금의 완벽한 작전능력을 지닌 부대로 훈련시킨 안할트-데사우의 대 레오폴트 공작이 지휘하는 부대의 견제를 받고 있었다.
1741년에서 1743년까지 벌어진 러시아-스웨덴 전쟁동안 스웨덴은 러시아가 프로이센을 공격하지 못하도록 견제하였다. 그러나 스웨덴군은 1741년 9월 3일 빌만스트란드(현재의 핀란드 라펜란타)에서 압도적인 러시아군에 의해 완패당했다. 1742년 스웨덴은 헬싱포르스가 러시아에게 함락당하는 대패를 당했으나 프랑스-프로이센 연합군의 도움으로 간신히 전멸은 면했다.

## 1741년 보헤미아의 동맹군
프랑스군은 별다른 문제없이 도나우강에서 바이에른의 선제후가 지휘하는 군대와 합류했고, 빈으로 진군하기 시작했다. 그러나 진군 와중에 갑자기 목표가 변경되었다. 대오스트리아 동맹군들은 전진과 후퇴를 거듭하더니 결국 각자 프라하를 목표로 하는 세 개의 군단을 구성하였다. 프랑스 군단은 암베르크와 필센을 거쳐 진군하기로 하였다. 선제후는 부트바이스로 출발하였다. 막 동맹에 참가한 작센군은 엘베 계곡을 거쳐 보헤미아를 공략하기로 하였다. 오스트리아군은 처음에는 별다른 저항을 하지 않았다. 그러나 머지않아 도나우 강과 동맹군 사이에 있는 타보르에서 상당한 수의 군세가 집결하여 동맹군을 저지하였다. 슐레지엔 전역에 참여하던 나이페르크 장군 역시 보헤미아를 구원하기 위해 이동하기 시작했다. 나이페르크 장군은 프리드리히 대왕과 클라인 슈넬렌도르프에서 흥미로운 조약을 맺어(1741년 10월 9일) 형식적인 공성전을 통해 나이세를 넘겨주고 오스트리아군은 프리드리히 대왕이 나이세를 얻은 대가로 나이페르크의 군세가 어디로 이동하든 가만히 놔두었기 때문에 아무런 저항을 받지 않고 퇴각작전을 수행할 수 있었다. 동시에 마리아 테레지아의 개인적인 매력에 격정적인 감동을 받은 헝가리 인들은 봉기하여 정규군에 매우 귀중한 경무장 부대로서 참여하였다. 빈에서 야전 사령관 케벤휠러 휘하의 새로운 군단이 구성되었으며, 오스트리아군은 보헤미아에 있는 프랑스-바이에른 연합군과 바이에른 선제후국의 경계를 지키기 위해 도나우 강가에 배치된 소규모의 바이에른 군에 대하여 공세로 나아가 겨울 전역을 벌이기로 계획을 세웠다.
그러는 동안 프랑스군은 1741년 11월 26일 프라하에 강습을 가하였다. 마리아 테레지아의 부군 프란츠 대공은 당시 보헤미아에 위치한 오스트리아군을 지휘하고 있었는데, 너무 느리게 움직였기 때문에 요새를 구원하지 못했다. 이제 스스로를 오스트리아 대공이라고 서명하던 바이에른의 선제후는 1741년 11월 9일 보헤미아의 왕으로 즉위하고 1742년 1월 24일 카를 7세로서 신성 로마 제국 황제로 선출되었다. 그러나 이외에 다른 활발한 움직임을 보이지 않았다.
11월 동안 보헤미아 전역에서는 소규모 전투만 계속되었다. 도나우강에서 당시 오스트리아군 가운데 최고라 칭해질만한 장군이던 케벤휠러는 11월 27일 진군하여 서서히 동맹군을 몰아내 이들을 린츠에 가둬두었으며, 바이에른 영내에 압박을 가하기 시작했다. 뮌헨은 카를 7세의 대관식 날 오스트리아에 항복하였다.
1741년의 보헤미아 전역이 끝나갈 무렵, 프랑스의 노장 원수 드 브로이가 지휘하는 프랑스군은 중앙 보헤미아에 불확실하게나마 거점을 유지하고 있었으나 오스트리아군의 주력에 의해 위협받고 있었다. 케벤휠러가 지휘하는 오스트리아군에 저항하는 이들은 거의 없었으며 프리드리히 대왕은 비밀조약을 지키며 여전히 슐레지엔에서 아무런 움직임도 보이지 않고 있었다.

## 1742년 전역
프리드리히는 단독으로 전투를 벌이고 있었기 때문에 슐레지엔 영유를 확고히 하기 위해 휴전조약을 맺고 싶었다. 그러나 케벤휠러의 군사적 성공과 헝가리 인들의 열정적인 지원에 힘입어 마리아 테레지아의 입지는 더욱 더 확고해졌다. 그녀는 프리드리히와 그의 동맹자들과 절충안을 마련하기 위해 논의되던 휴전협정의 조항들을 폭로했다. 이로써 전쟁은 재개되었다. 프리드리히는 이전의 전투에서 승리의 영광을 얻었지만 별다른 휴식을 취하지는 못했다. 왜냐하면 1741년의 특별한 일이 없던 여름 전역 동안 프리드리히는 자신의 기병들을 보병들보다 더 강력한 부대로 개편하기 위해 노력했기 때문이다. 황제 카를 7세는 자신의 영토가 오스트리아군에 점령당했기 때문에 프리드리히에게 양동작전의 일환으로 모라비아를 공략할 것을 요청했다. 1741년 11월 그 결과 슈베린이 국경을 넘어 올로모우츠를 공략했다. 글라츠 역시 공격당했다. 프로이센군은 1742년 1월 올로모우츠에 집결하였다. 프랑스, 작센, 프로이센군이 린츠를 구원하기 위해 복합적인 작전을 구상하였다. 그러나 린츠는 얼마 안 가 함락되었다. 블타바에 있던 브로이 휘하의 군세는 케벤휠러에 대항하기 위해 바이에른 부대가 이탈하였기 때문에 약화된 상태였다. 그러나 프리드리히의 군세와 함께 작센의 군세가 합류하자 부트바이스와 이흘라바(이글라우)에서 브로이 휘하의 부대를 앞에서 견제하던 로트링겐 공 카를 휘하의 부대에 대하여 공세를 취하기 시작했다. 프리드리히는 처음에는 이글라우를 향하여 진군하기 시작했다. 동시에 브르노가 공략 당하였으나(2월) 프리드리히는 진군의 목표를 바꿔 카를 공을 공격하기 위해 움직이는 대신 프리드리히는 남쪽의 즈노이모와 미쿠로프를 향하여 압박을 가하기 시작했다. 이로 인해 프로이센군이 빈 근교에도 모습을 드러내기 시작했다. 그러나 프리드리히의 진군은 단순한 양동작전이었다. 카를 공은 브로이를 전면에서 견제하는 것을 포기하고 프로이센군과 슐레지엔의 연결을 끊기 위해 진군하기 시작했으며 헝가리 징집병들이 야블룬카 고개를 넘어 북부 슐레지엔 근교에 나타났다. 혼란에 빠지고 이에 따라 불만을 갖게 된 작센군은 얼마 안가 본국으로 귀환했으며 프리드리히와 프로이센군은 스비타비와 리토미슬을 거쳐 보헤미아의 쿠트나호라(백산)으로 물러났다. 이곳에서 프리드리히는 브로이의 군세와 접촉하는 한편 다른 쪽으로는 슐레지엔과의 연결을 재개하려 하였다. 올로모츠를 방어하려는 시도도 하지 않았고, 모라비아에 있던 소규모 프로이센 부대는 북부 슐레지엔으로 퇴각하였다.
프리드리히 대왕을 추격하던 카를 공은 이흘라바와 테우츠(또는 데우츠) 브로드를 거쳐 쿠트나호라로 진군하였고, 5월 17일 코츠시츠 전투를 벌였다. 치열한 격전 끝에 프리드리히 대왕이 승리하였다. 프리드리히의 기병은 단순히 전장에서의 돌격만이 아니라 패한 오스트리아군을 추격할 때도 뛰어난 활약을 보여 훗날까지 명성을 떨칠 수 있었다. 거의 동시에 브로이는 블타바에 남아있던 오스트리아군을 습격하여 작지만 심리적이고 정치적으로 중요한 승리를 부트바이스 근교의 사하이에서 1742년 5월 24일 거두었다. 프리드리히는 다른 합동작전을 제안하지 않았다. 프리드리히와 브로이의 승리로 인해 마리아 테레지아는 낙담하게 되었고 자신의 현재 상태를 유지하기 위해 프로이센에게 슐레지엔을 양도하고 프로이센과 오스트리아 사이에 평화조약을 맺게 되었다. 이 조약은 6월 11일 브레슬라우에서 체결되었으며, 이로써 제1차 슐레지엔 전쟁은 종결되었다. 그러나 오스트리아 왕위 계승 전쟁은 아직 끝나지 않았다.

## 1742년 프랑스군의 도나우강 전역
브레슬라우 조약으로 카를 공이 귀환하자 브로이의 공세는 끝이 났다. 공작은 프랑스군에 대하여 전역에서 공세를 가한 후 1742년 7월 말 경 프랑스군을 항복시키기 위해 군세를 프라하에 집결시켰다. 브로이는 그의 열악한 부대를 이끌고도 최선의 작전을 수행하여 저항을 계속하였고 훌륭한 성과를 보였다. 그러나 브로이의 위치는 심각한 위협에 둘러싸여 있었다. 프랑스 정부는 마침내 오스트리아군을 상대하는데 있어서 너무 열악한 부대를 보냈다는 것을 깨달았다. 라인 강 저지대에 있던 프랑스 군은 지금까지는 하노버와 다른 적대 국가들을 감시하고 있었으나, 작전변경에 따라 프랑코니아로 서둘러 이동하였다. 카를 공은 한때 프라하에 대한 포위를 풀고(9월 14일) 케벤휠러와 오스트리아군의 주력군을 도나우로부터 불러들여 암베르크로 진군하여 새로 나타난 프랑스군을 상대하려 하였다.
프랑스 군의 원수 마유부아는 암베르크로부터 에게르 계곡으로 이동하는 기동을 펼쳐 브로이와 접촉하려 하였다. 독일에서 프랑스 군의 정치적 업무를 총괄하던 인물이자 아주 유능한 장군인 벨르일 원수는 브로이와 처음부터 끝까지 동행하였다. 이는 벨르일과 브로이가 마유부아의 작전이 보헤미아에 영구적인 프랑스의 군사적 거점을 만들어줄 것이라고 믿고 있는 듯이 보였다. 반면에 마유부아는 자신의 작전이 단순하게 브로이가 현재 처해있는 위기상황을 해소하고 이들의 퇴각을 돕는 것이라고 생각하고 있었다. 마유부아의 작전은 단지 양동작전에 지나지 않았으며 별다른 움직임 없이 브로이에게 사람을 보내 빨리 자신의 지휘권을 인수해갈 것을 요청하였다. 벨르일은 그러는 동안 프라하에 있는 프랑스군의 지휘권을 인수하였다.
브로이는 이제 도나우강 레겐스부르크의 동쪽에 배치된 프랑스군의 지휘권을 장악하였다. 그리고 주로 바이에른인들로 구성된, 해임된 전 오스트리아 야전 사령관 젝켄도르프가 지휘하는 카를 7세의 황제 군이 브로이로 하여금 오스트리아군이 장악한 바이에른 지역을 확보하는 것을 도왔다. 이러한 움직임은 케벤휠러로 하여금 보헤미아로 이동함에 따라 쉽게 주변 정세에 영향을 끼쳤다. 카를 공과 케벤휠러는 이제 린츠와 파사우 사이에 군대를 배치하였고 프라하의 벨르일 원수를 견제하기 위해 강력한 부대를 남겨두었다. 로브코비츠 공 휘하의 오스트리아군은, 삭스 원수의 휘하에 있었으며 그 당시 프랑스의 젊은 지휘관들 중 최고라 평가받던 벨르일 원수 휘하의 프랑스군보다 수적, 질적으로 그다지 우위에 서 있지 않았다. 그러나 오스트리아군의 경기병대는 주변 지역을 습격하여 프랑스군이 물자를 확보하지 못하도록 하였다. 프랑스군은 겨울이 다가오자 빠른 속도로 식량이 떨어지기 시작했으며 원수는 퇴각을 결심하였다. 1742년 11월 16일 밤 프랑스군은 드 셰베르 휘하의 소규모 프라하 수비대를 남겨두고 에게르 강으로 퇴각하기 시작했다. 퇴각은 11월 16일에서 26일까지 이어졌으며 벨르일 원수의 용병능력의 승리로 여겨진다. 그러나 날씨로 인해 퇴각은 힘겨웠고 프랑스군에 많은 피해를 입혔다. 용감한 셰베르는 오스트리아군에 신뢰를 보여주었고 이에 따라 오스트리아군은 셰베르로 하여금 자유를 주어 프랑스군의 주력 부대에 합류할 수 있도록 하였다. 이로 인해 신임황제를 지원하는 세력은 카를 공과 케벤휠러에 저항하는 브로이와 젝켄도르프가 지휘하는 연합군이 위치한 도나우 강 근교의 계곡에만 위치하게 되었다. 카를 공과 케벤휠러는 곧 벨르일에 저항하기 위해 합류하게 된다.

## 1743년 전역
1743년은 황제에게는 끔찍한 상태에서 시작되었다. 프랑스와 바이에른군은 적절한 합동작전을 펼치지 못했다. 브로이와 젝켄도르프는 사실상 서로 싸우는 상황이었다. 유기성을 상실한 연합군의 저항은 카를 공의 군대로 하여금 도나우 강을 따라 진군하게 하였고 이에 따라 케벤휠러 역시 잘츠부르크인 남부 바이에른을 향해 진군하였다. 로브코비츠 공 역시 호응하여 보헤미아에서 나프로 향하였다. 바이에른군은 1743년 5월 9일 브라우나우 근교에서 상당한 피해를 입었다. 영국과 동맹을 맺은 국가들의 군세의 지휘를 친히 맡은 영국 왕 조지 2세가 라인 강 저지대에 위치해 있던 마유부아의 퇴각에 따라 마인과 네카어 지방을 향해 남쪽으로 진군하였다. 노아유 원수 휘하의 프랑스군은 영국과 연합한 국가들이 일으킨 군사에 대응하기 위해 중부 독일에서 새롭게 편성되었다. 그러나 브로이는 아직 완벽하게 퇴각을 하지 않은 상황이었고 바이에른의 유리한 거점이 하루 전에 카를 공이 지휘하는 오스트리아군에게 항복하였다. 프랑스와 바이에른군은 노아유와 조지 2세의 군대가 격돌했을 때 라인에서 거의 퇴각한 상황이었다. 조지 2세는 거의 완벽하게 그의 경험 많은 맞수에게 속았다. 이로 인해 영국과 연합군은 슈페사르트 언덕과 마인 강을 통해 아샤펜부르크와 하나우 사이를 아주 위험한 상태로 지나가게 되었다. 노아유는 출구를 막고 전 지역을 봉쇄하였다. 그러나 동맹군은 행군을 강행하였고 교전을 벌여 프랑스군에 피해를 입혔다. 이 전투가 데팅겐 전투로 영국군의 영광스러운 승리 중 하나로 평가 받는다.
노령에다 고전하여 기진맥진해진 브로이는 코이뉴 원수에게 지휘권을 넘겼다. 브로이와 노아유는 이제 라인 강 후방에서 강력한 방어선을 구축하였다. 이로써 단 한 명의 프랑스군도 독일에 남아있지 않게 되었고 카를 공은 영국 왕 조지 2세가 마인츠를 통해 진군하여 프랑스군의 주의를 끄는 동안 이에 호응하여 라인 강을 넘을 준비를 하였다. 영국과 동맹군들은 보름스를 점령하였으나 카를 공은 몇 번의 도강을 시도한 끝에 실패하고 겨울 막사로 돌아가 버렸다. 조지 2세는 이에 따라 자신의 군대를 북쪽으로 돌려 필요하다면 남부 네덜란드 국경지대에 집결한 프랑스군을 상대하기 위한 준비를 하였다. 오스트리아, 영국, 네덜란드, 사르데냐가 동맹을 맺었고 작센이 동맹국을 바꾸었으며 스웨덴과 러시아는 1743년 8월에 채결된 오보 평화 조약으로 인해 서로 중립상태가 되었다. 프리드리히는 여전히 움직이지 않고 있었으며 프랑스와 스페인, 바이에른은 여전히 마리아 테레지아에 대항하여 활발한 움직임을 보이고 있었다.

## 1744년 전역
1744년은 제2차 슐레지엔 전쟁으로 시작되었다. 프로이센의 프리드리히 대왕은 이전의 전투에서 오스트리아가 거둔 승리에 동요하여 비밀리에 프랑스의 루이 15세와 새로운 동맹을 체결하였다. 프랑스는 이 시점까지는 아직 보조적인 입장을 취하고 있었는데, 독일에 있는 프랑스 장교들은 바이에른군 소속으로 위장하고 있었으며 프랑스는 공식적으로 영국과 전쟁상태에 있었다. 프랑스는 이제 오스트리아와 사르데냐를 상대로 1744년 직접적으로 전쟁을 선포하였다.
브리튼 섬에서 봉기한 제임스 스튜어트를 지원하기 위해 됭케르트에 병력을 집결시켰으며 루이 15세는 직접 9만의 병력을 이끌고 오스트리아령 네덜란드 공략을 준비하였고 이 와중에 메낭과 예페르(이프르)를 손에 넣었다. 루이 15세는 이미 군사적 움직임을 보이고 있던 영국 왕 조지 2세 지휘하의 동맹군과 전투를 벌이려 하였다. 이들은 영국, 네덜란드, 독일의 여러 군소국가들, 오스트리아군으로 구성되어있었다. 라인강에서 코이뉴가 카를 공에 저항하는 움직임을 보이기 시작했다. 콩티 공 휘하의 신생군단은 피에몬테와 롬바르디에서 스페인군을 지원할 준비를 갖추었다. 그러나 프랑스와 그 동맹국들의 계획은 카를이 숙련된 원수인 트라운의 보좌를 받아 오스트리아군을 이끌고 교묘하게 라인 강을 건너 필립스부르크에 7월 1일 도달함에 따라 흔들리기 시작했다. 오스트리아군은 바이센부르크 방어선을 함락시키고 코이뉴와 알자스 지방 사이의 연결을 끊어버렸다. 그러나 코이뉴는 바이센부르크에 있는 적을 가로질러서 스트라스부르 근교에 자리를 잡았다. 루이 15세는 이제 오스트리아령 네덜란드를 공략할 계획을 폐기하였다. 루이 15세의 군대는 이 전쟁에서 중요한 위치로 여겨지던 알자스 지방과 로렌 지방을 완벽하게 제압하기 위해 남하하였다. 동시에 프리드리히는 8월 오스트리아 국경을 넘었다.
오스트리아군이 다른 곳에 주의를 기울이고 있던 당시의 상황으로 인해 프로이센군은 별다른 저항을 받지 않았다. 한 부대는 작센을 넘어 행군하였고, 다른 부대는 루사티아를 넘어서 이동하였으며, 나머지 세 번째 부대는 슐레지엔으로부터 이동하였다. 이들의 목표는 프라하였는데 분산된 세 개의 프로이센부대는 9월 2일 목적지에 도착할 수 있었다. 6일후에 오스트리아 수비부대들은 항복할 수밖에 없었다. 프로이센군은 부트바이스로 진군하였다. 마리아 테레지아는 다시금 위험에 처했다. 이에 대응하여 헝가리에서 새로운 지원병들이 출진하였고, 빈을 수비하기 위해 정규군단이 조직되었으며 이 와중에 외교관들은 작센을 오스트리아 측으로 끌어들이는 데 성공하였다.
카를 공은 메스에 있던 루이 15세가 갑작스런 중병에 걸렸기 때문에 프랑스군이 혼란에 빠져있었기 때문에 별다른 피해 없이 알자스에서 물러날 수 있었다. 오직 젝켄도르프가 지휘하는 바이에른군이 카를 공을 뒤쫓았으나, 프랑스군은 더 이상 아무런 움직임을 보이지 않았다.
프리드리히는 자신이 고립되어 오스트리아군과 작센 군의 협공에 노출되어 있다는 것을 깨달을 수 있었다. 라인강 방면에서 소환된 트라운 원수는 보헤미아에서 프리드리히를 견제하고 있었고, 헝가리 비정규 부대들은 프로이센군에 계속적으로 경미한 피해를 입히고 있었다. 설상가상으로 카를 공이 지휘하는 주력 부대가 다가오고 있었다. 전황은 1742년의 상황과 흡사했다. 프로이센군은 퇴각을 시작했으나, 그 움직임은 오스트리아군에 의해 포착되고 있었으며, 후위를 지키는 부대는 적으로부터 끊임없는 공격을 받았다. 프라하가 함락되었고 프리드리히는 카를 공과 트라운의 연합군에 의해 완벽하게 당해 큰 피해를 입고 슐레지엔으로 물러나야 했다. 그러나 오스트리아군 역시 슐레지엔에 어떤 거점도 확보하지 못했다. 라인강에서 병을 치료한 루이 15세가 프라이부르크를 함락시키고 수비병 일부를 남겨둔 후 북방을 지원하기 위해 이동, 남부 네덜란드의 주요 거점들을 공략하였다. 이후 양측은 중부 라인강 근교에서 근소한 움직임만 보일 뿐이었다.

## 1745년 전역
1745년은 이 전쟁에서 특기할만한 세 개의 중요한 전투가 벌어졌는데 그 전투는 호엔프리드베르크, 케셀스도르프 그리고 퐁트누아이다. 이 해 가장 처음 일어난 사건은 1745년 1월 8일 바르샤바에서 맺어진 영국, 네덜란드, 오스트리아, 작센이 맺은 사국 동맹이다. 12일 후에 신성 로마 제국 황제 카를 7세가 사망함에 따라 황제 위가 공석이 되고, 새로운 선거가 열리게 되었는데, 바이에른을 계승한 카를 7세의 아들은 이 선거에 후보자로 나서지 않았다.
바이에른군은 또 다시 불운에 빠졌는데 분산된 상태로 그들의 겨울 숙영지에서 꿈쩍도 하지 못하다가 차례차례 격파당하고 결국 파펜호펜 전투에서 대패하고 새롭게 즉위한 선제후 막시밀리안 3세 요제프는 다시 한 번 뮌헨을 포기해야 했다. 4월 22일 〈퓌센 화약〉이 체결되었는데 여기서 막시밀리안은 마리아 테레지아의 부군 프란츠 대공을 신성 로마 제국 황제 선거에서 지원하는 조건으로 자신의 영지를 보존할 수 있었다. 이로써 황제군은 사실상 소멸하였고 프리드리히는 다시금 고립되었다. 프랑스군은 이때 플랑드르에 집중하고 있었기 때문에 별다른 지원을 기대할 수 없었다. 사실 5월 10일 프리드리히가 전장에 나서기 전에 루이 15세와 작센군은 투르네를 공략하고 컴벌랜드 공작이 지휘하는 지원군을 퐁트누아에서 막대한 피해를 입히는 대승리를 거두었다.
슐레지엔에서는 습관적인 국지전이 계속되고 있었다. 프로이센군의 단결력은 큰 전투가 없었음에도 별 영향을 받지 않았다. 5월 말 프리드리히는 약 65,000명의 병력을 이끌고 글라츠와 나이세 사이에 위치한 프랑켄슈타인에 막사를 쳤다. 한편 란데슈트 근교의 크르코노셰산맥 후방에는 카를 공이 85,000명의 오스트리아와 작센 연합군을 이끌고 있었다. 7월 4일 슈트리가우에서 전투가 벌어졌는데, 이것이 '호엔프리드베르크 전투'이다. 이 전투는 그의 이제까지 경력 중에서, 아니 그의 모든 전투를 통틀어서 가장 위대한 승리이며 이 이상 뛰어난 승전은 로이텐이나 로스바흐의 승리 외에는 없을 것으로 여겨진다. 카를 공은 완벽한 패배를 겪은 후, 그가 진군해왔던 산을 통해 퇴각하였다. 프리드리히는 조직적으로 추격을 가했으며 지형이 복잡하고 황폐했기 때문에 그의 적들이 어디까지 궤주하였는지 알지 못했다.
엘베 강 상류에서 양측 사령관의 움직임으로 여름이 다 갔다. 그러는 동안 신성 로마 제국 황제 선출이 어떻게 될 것인가와 영국과 프로이센간의 이해관계가 현안으로 떠올랐다. 오스트리아는 황제 선거를 위해 마인과 란 그리고 프랑크푸르트를 주시했는데, 이곳에서 프랑스군과 오스트리아군은 선거권을 가진 선제후들을 압박하기 위해 활발한 움직임을 펼치고 있었다. 트라운 원수는 선제후들을 압박하는데 성공하였고 마리아 테레지아의 부군 프란츠 대공은 9월 13일 신성 로마 제국의 황제 프란츠 1세로 즉위하였다. 프리드리히는 며칠 후 영국과 함께 선거결과를 인정하기로 합의하였다. 그러나 마리아 테레지아는 전쟁에 호소하지 않는 이상 브레슬라우 조약을 따르지 않을 생각이었다. 작센 역시 이러한 움직임에 가담하였다. 카를 공의 새로운 움직임은 조르 전투를 야기하였다. 이 전투가 벌어진 곳은 훗날 1866년의 오스트리아-프로이센 전쟁을 결정짓는 전투가 벌어진 것으로 유명하다. 프리드리히의 처음 포진은 상당히 위태로웠으나 전진해오는 적군을 앞에 두고 전위를 바꾸었고 이후 치열한 격전을 벌여 9월 30일 눈부신 승리를 거둘 수 있었다.
그러나 전역은 끝난 것이 아니었다. 작센 군을 주력으로 오스트리아군 일부가 포함된 군세를 이끄는 야전 원수 루토프스키(1702–1764)가 작센에서 출진하여 보헤미아에서 출진한 카를 공과 함께 베를린을 협공하려 하였다. 이로 인해 프로이센은 절체절명의 위기에 빠졌다. 프리드리히는 슐레지엔에서부터 서둘러 이동하여 드레스덴에 도착하였고 카톨리슈-헨네르스도르프에서 11월 24일 전투를 벌여 승리를 거두고, 이윽고 괴를리츠에서 11월 25일 전투가 벌여 적군을 격퇴하였다. 카를 공은 이로 인해 물러나야만 했다. 데사우 영감 휘하의 프로이센 2군이 마그데부르크에서 엘베 강을 거슬러 올라 루토프스키를 상대하였다. 루토프스키는 드레스덴과 마이센 사이에 있는 케셀스도르프에 강력한 방어선을 구축하였다. 그러나 노련한 레오폴트는 아무런 망설임 없이 12월 14일 직접적으로 공격을 가하였다. 작센 군과 그 동맹군들은 격전 끝에 완벽히 패주하였고 마리아 테레지아는 결국 포기하였다. 12월 25일 〈드레스덴 화약〉으로 프리드리히는 선제후의 권한을 인정받았고 〈브레슬라우 조약〉으로 얻은 슐레지엔 영유권을 확고히 하였다.

## 1741년 - 1747년 이탈리아 전역
중부 이탈리아에서 밀라노를 점령할 목적으로 나폴리 왕국 군과 스페인군이 집결하였다. 1741년 나폴리와 스페인 연합군은 공작이 자신들과 동맹을 맺고 있던 모데나(Modena)로 진군하였다. 그러나 조심스러운 오스트리아 사령관 트라운 백작은 나폴리-스페인 연합군의 선수를 쳐 모데나를 점령하고 공작과 단독강화를 맺었다.
1742년 트라운은 스페인과 나폴리와의 싸움에서 쉽게 우위를 지켜나갔다. 영국 함대의 압박으로 인해 나폴리군은 본국을 지키기 위하여 물러나야 했다. 스페인은 너무 약화되어 포강 계곡으로 진군할 수 없는 상황이었기 때문에 프랑스를 통해 이탈리아로 두 번째 부대를 파병하였다. 사르데냐는 오스트리아와 동맹을 맺었다. 그러나 이 때에 사르데냐와 오스트리아 양쪽 모두 프랑스와 전쟁상태가 아니었기 때문에 상황은 흥미롭고도 복잡하게 진행되었다. 이제르(Isère) 계곡에서 벌어진 사르데냐군과 스페인군 간의 전투는 프랑스군의 개입 없이 진행되었다.
1743년에 파나로(Panaro)의 스페인군은 1743년 2월 8일 캄포 산토(Campo Santo)에서 트라운이 지휘하는 오스트리아군을 상태로 피로스의 승리를 거두었다. 그러나 스페인군은 6개월간 아무 행동도 하지 않고 시간을 낭비했고, 독일에서 지원군을 이끌고 로브코비츠(Lobkowitz)가 트라운과 합류함에 따라 스페인군은 리미니(Rimini)로 밀려났다. 알프스에서 벌어진 스페인-피에몬테 전쟁(The Spanish-Piedmontese war, 1743년 10월 7일-10일)은 별다른 진척 없이 계속되었으며 오직 제1차 카스텔델피노 전투(the first Battle of Casteldelfino)만이 이 중에서 특기할만할 뿐이다. 이때 프랑스군이 취한 최초의 공세적 움직임은 철저히 분쇄되고 말았다.
1744년 이탈리아 전쟁이 심화되기 시작한다. 광대한 전쟁계획이 구상된다. 프랑스와 스페인의 일선 장교들은 각자 정부의 명령에 매이게 되었다. 포강 저지대에 위치한 도피네(Dauphiné)에 프랑스와 스페인 전군이 집결하는 것이 목표였다. 제노바의 지원을 받아 프랑스 군은 중부 이탈리아로 이동할 수 있었다. 그러나 로브코비츠는 이미 공세로 전환하여 가게스 백작(Count de Gages) 휘하의 스페인군을 나폴리 국경으로 몰아냈다. 이에 따라 나폴리 왕은 스페인군을 지원하기 위해 나섰다. 스페인-나폴리 연합군은 벨레트리(Velletri)에 집결하였다. 그리고 8월 11일 벨레트리에서 로브코비츠를 격퇴하였다. 위기가 지나간 후 로브코비츠는 피에몬테로 가서 콩티(Conti)와 교전을 벌이는 사르데냐 왕을 지원하였다. 나폴리 왕은 본국으로 귀환하고 가게스는 약한 병사들을 이끌고 오스트리아군의 뒤를 따랐다. 아펜니노산맥(Apennines)과 알프스에서 벌어지는 전쟁은 점점 격심해지고 있었다. 4월 20일 콩티의 부대가 빌프랑슈(Villefranche)와 몽탈방(Montalban)을 강습하였다. 페이르 롱그(Peyre-Longue)에서 7월 18일 제2차 카스텔델피노 전투(second Battle of Casteldelfino)가 벌어졌다. 그리고 사르데냐 왕은 코니(Coni;쿠네오Cuneo) 근교인 마돈나 델 올모(Madonna dell'Olmo)(9월 30일)에서 벌어진 중요한 전투에서 패하였다. 그러나 콩티는 요새를 공략하는 데는 실패하였고, 이로 인해 겨울 숙영지가 있는 도피네로 물러났다. 그러므로 프랑스, 스페인 양군 사이에 오스트리아-사르데냐 연합군이 있었기 때문에 합류하는데 실패하였다.
이 해에 이탈리아에서 벌어진 전쟁은 결코 수비적인 전쟁이 아니었다. 1745년 3월 제노바 공화국은 프랑스, 스페인, 나폴리 왕국과 비밀동맹을 맺었다. 오스트리아군의 지휘관이 교체됨에 따라 동맹군의 움직임이 자유로워졌다. 드 가게스는 모데나에서 루카(Lucca)로 이동하였다. 마유부아 원수(Marshal Maillebois) 휘하의 알프스 방면 프랑스-스페인 연합군은 이탈리아 리비에라(Italian Riviera)를 거쳐 타나로(Tanaro)로 진군하였다. 7월 중순 양군은 마침내 스크리비아(Scrivia)와 타나로에서 합류할 수 있었다. 이로 인해 프랑스-스페인 연합군은 80,000명의 전력을 갖추게 되었다. 이들은 피아첸차(Piacenza)로 신속하게 이동하여 오스트리아 사령관을 그쪽으로 끌어들였다. 오스트리아군이 이동하자 동맹군은 혼자 남은 사르데냐군을 공격하여 바시그나노(Bassignano, 9월 27일)에서 승리를 거두었다. 이 승리의 여세를 몰아 연합군은 알레산드리아(Alessandria), 발렌차(Valenza) 그리고 카살레 몬페라토(Casale Monferrato)를 함락시켰다. 조미니(Jomini)는 병력의 집중이 승리를 이끌어냈다고 하며 "le plus remarquable de toute la guerre"라고 말했다.
그러나 복잡한 이탈리아의 정치상황으로 인하여 마유부아는 결국 자신의 승리를 활용할 수 없었다. 사실상 1746년 오스트리아군이 프리드리히 대왕과의 협정으로 이탈리아에서 자유롭게 움직일 수 있게 되자 티롤(Tyrol)을 넘어 이탈리아로 진군하였다. 프랑스-스페인 연합군의 겨울숙영지는 적의 공격을 받았다. 아스티(Asti)에 있던 프랑스 수비병 6천명은 항복을 강요당했다. 동시에 막시말리안 율리시즈 백작 브로운(Maximilian Ulysses Count Browne)이 이끄는 오스트리아군이 포강 저지대에서 동맹군을 습격하여 피아몬테의 본대와의 연결을 끊어버렸다. 이후의 소규모 작전으로 인해 프랑스군의 연락망은 완벽히 붕괴하였다. 동맹군은 완전히 분산된 상태였다. 마유부아는 리구리아(Liguria)를 지키고 있었고 스페인군은 브로운을 향해 진군하였다. 후에 오스트리아군의 지원군이 도착하였고 이로 인해 스페인군이 할 수 있는 것은 피아첸차를 요새화하는 것뿐이었다. 스페인군의 최고 사령관인 왕세자 펠리페는 마유부아에게 지원을 요청하였다. 프랑스군은 숙련된 움직임으로 빠르게 진군하여 한 번에 무사히 합류하였으나 그들이 처한 상황은 위험스러웠다. 얼마 안 되는 거리에서 사르데냐 왕이 추격을 해오고 있었고 사르데냐 군 외에도 오스트리아군의 주력군 또한 심각한 위협으로 다가오고 있었다. 이러한 상황에서 7월 16일 피아첸차 전투가 벌어졌는데 이 힘든 싸움에서 마유부아는 거의 승리를 거머쥐었으나 스페인의 왕세자가 마유부아에게 퇴각을 강요했다. 이 퇴각 작전의 명예는 마유부아와 그의 아들, 그리고 많은 참모들에게 돌아가야 마땅했다. 이들은 뛰어난 지도력을 발휘하여 오스트리아군과 사르데냐군의 위협을 피했고 8월 12일 로토프레도 전투(Battle of Rottofreddo)에서 오스트리아군을 격파함에 따라 무사히 제노바로 퇴각할 수 있었다.
그러나 퇴각한 부대는 거의 잔당에 불과했고 오스트리아는 9월 제노바를 손에 넣어 북이탈리아의 패자로 군림하였다. 그러나 오스트리아군은 알프스를 향해 출진하였으나 물러날 수밖에 없었다. 곧 제노바에서 오스트리아에 대한 저항이 일어났고 11월 5일에서 11일에 걸쳐 오스트리아군을 몰아내었다. 그리고 프랑스군의 신임 사령관 벨르일(Belle-Isle)은 1747년 공세로 전환하였다. 오스트리아군은 두 번째 제노바 공격을 개시하였으나 제노바 인들의 강력한 저항에 부딪혔다. 비록 벨르일 원수의 동생 슈발리에 드 벨르일(Chevalier de Belle-Isle 1684–1747) 휘하의 프랑스 정예군단이 7월 10일 엑사일(Exilles, 콜 델 아시에타 Colle dell'Assietta)의 요새를 공략한다는 거의 불가능한 임무를 수행하던 중 패하고, 슈발리에라는 프랑스의 귀족 위를 받은, 슈발리에 드 벨르일이 방책에서 전사하는 피해를 입긴 했지만 프랑스와 마드리드 사이에 전역의 계획을 어떻게 할 것인지 논의하기 시작하면서 상황이 안정되기 시작하였다. 이에 따라 벨르일 원수의 부대가 진군을 계속하였고 오스트리아군은 롬바르디로 물러났다. 산발적인 전쟁이 계속되는 와중에 평화협정으로 인해 전쟁이 종결되었다.

## 이후의 전역
이후 네덜란드에서 벌어진 3개의 전역은 오늘날 삭스 원수가 자신의 천재성을 최대한 발휘한 것으로 설명할 수 있다. 퐁트누아 이후에 프랑스군은 다른 모든 나라들보다 먼저 모든 작전을 수행하였다. 영국군은 본국에서 일어난 45년 반란 때문에 대다수가 철군하였고 영국의 동맹국들은 절망적인 상황에 처하게 되었다. 1746년 네덜란드와 오스트리아군은 뫼즈 방어선 쪽으로 물러나야만 했고, 대부분의 주요 요새들이 프랑스에게 함락 당했다. 로쿠르 전투가 리에주 근교에서 10월 11일 벌어졌다. 동맹군의 지휘관은 로트링겐의 카를 공이었고 프랑스군의 지휘관은 삭스 원수였다. 이 전투에서 프랑스는 승리를 거둔다. 네덜란드는 본국이 위험에 처했다. 왜냐하면 삭스 원수가 지휘하는 프랑스군은 뫼즈까지 이르는 오스트리아령 네덜란드를 점령한 후 네덜란드 본국을 공략할 준비를 했기 때문이다. 국경의 낡은 요새들은 프랑스군의 공격에 별다른 저항을 할 수 없었다. 오라녜 공과 컴벌랜드 공작은 1747년 7월 2일 라우펠트에서 심각한 패배를 겪은 후였다. 삭스 원수는 승리한 후 비밀리에 휘하의 로웬달 원수에게 별동대를 구성하게 하여 베르헌옵좀을 공격하게 하였다. 9월 18일 베르헌옵좀이 프랑스군에게 공격당했고, 전쟁의 마지막 해 마스트리흐트가 삭스 원수와 로웬달 원수가 지휘하는 프랑스의 전군에 공격을 받아 1748년 5월 7일 함락당했다. 대규모의 러시아군이 도착하여 동맹군에 합류하였으나 너무 늦었다. 러시아와 스웨덴 사이에 〈오보 화약〉이 1743년에 맺어졌고 러시아는 오스트리아와 단독 동맹을 맺었다. 결과적으로 모스크바에서 출발한 대군이 라인 강에 도착한 것은 별다른 군사적 중요성을 지닌 사건이 아니었으나 1813년과 1814년 그리고 1815년에 벌어진 라인 강변에 대한 러시아군의 대 침공을 예고하는 사건이었다. 1748년 10월 18일 엑스라샤펠(독일어로 아헨)에서 평화조약이 체결되었다.

## 전쟁의 결과
오스트리아 왕위 계승 전쟁은 1748년의 〈엑스라샤펠 조약〉으로 종결되었다. 마리아 테레지아와 오스트리아는 프로이센에게 슐레지엔을 양도하는 대가로 전쟁 이전의 상태를 유지할 수 있었다. 이 전쟁은 프로이센과 오스트리아 사이에 독일 이원주의를 촉발하는 결과를 낳았으며 이는 순수한 독일 민족주의와 독일 전토를 하나로 통일시키려 하는 움직임을 낳았다.

## 유럽 외부의 전쟁
전쟁은 북미와 인도에서도 벌어졌다. 북 아메리카에서의 전쟁은 ‘조지 왕 전쟁’이라고 불린다. 이 전쟁에서 특기할 만한 사건은 메인(오늘날 메사츄세츠의 일부)의 윌리엄 페퍼럴이 지휘하는 영국군이 1745년 4월 29일에서 7월 16일 동안 전투를 벌여 케이프브레턴섬에 있는 프랑스의 루이스버그 요새를 함락시킨 것이다. 루이스버그는 이후 거의 사략선의 보금자리가 되었으나 평화조약으로 인해 프랑스에게 양도 되었으며 이는 영국 식민지 주민들의 분노를 야기하였다. 인도에서는 1746년에서 1748년에 걸쳐 제1차 카르나티크 전쟁이 영국과 프랑스 사이에서 벌어졌는데, 이 전쟁의 주요 원인 중 하나는 '오스트리아 왕위 계승 전쟁'이다.

## 전쟁의 전반적 성격
프로이센군은 보편적으로 필요하다고 인식되긴 하였기만 사용되거나 의무화되지 않은 전술원리와 훈련 원리를 적극적으로 응용하는 방법을 통해 전쟁에서 승리를 거둘 수 있었다. 다른 강대국들은 전쟁 후에 프로이센의 군제보다는 일반적으로 알려진 군제를 엄격하게 적용하는 식으로 군제개혁을 단행한다. 게다가 프로이센은 군대 통솔측면에서 다른 유럽의 국가들, 그 중에서도 특히 오스트리아에 비해서 결정적일 정도로 앞서나가고 있었다. 덧붙여 프리드리히의 개인적인 통솔능력은 개개의 장군들의 지휘력보다는 국왕 자신에게 더 충실하도록 하였다.
당대의 다른 전쟁들처럼 오스트리아 왕위 계승 전쟁은 작전의 목적과 그 수행 방법이 서로 동떨어져 있다. 프랑스와 다른 동맹군들이 수행한 작전은 근대의 군사작전들이 그렇듯 웅장한 것이었다. 당시의 시간적, 공간적 상황에 따라 이 작전들은 전쟁의 역사가 증명하듯이 작전을 기획한 당사자들의 기대에 미치지 못했고, 이는 ‘7년 전쟁’에서도 드러난다. 18세기의 소규모 상비군은 단계적으로 타국을 점령할 수 있었으나, 치명타를 가하지는 못하였다. 프리드리히만이 유일하게 분명하게 목표를 성취하고 균형 잡힌 방법을 통해 작전을 성취하여 성공적으로 전쟁을 끝낼 수 있었다. 이후에 승리에도 불구하고 프랑스군은 전쟁을 통해 얻은 것은 극히 적었고 이를 두고 파리 사람들은 ‘평화에 따른 바보짓’(Bête comme la paix)이라고 칭하였다.
동맹군을 보낼 때는 비록 그다지 많은 것을 바라지는 않더라도 전쟁에 따라 다른 목적을 가지고 부대를 파견하였다. 1813년에 구성된 동맹군은 같은 목표를 가지고 이를 수행하기 위해 협력하였다. 1741년에 구성된 동맹군은 여러 왕조의 다양한 목표들을 동시에 수행하려 하였으며, 결국 단 하나도 이루어내지 못했다.

## 해상작전
오스트리아 왕위 계승 전쟁의 해상 작전은 활발하지 못했고, 또 혼란스러웠다. 양측의 함대는 사실상 1739년 영국과 스페인 사이의 아메리카 영유권 문제로 촉발된 젱킨스의 귀 전쟁(War of Jenkins' Ear)으로 인하여 교전을 시작하였다. 전쟁이 막을 내릴 때까지 양측 함대는 별다른 현명한 작전을 펼치지도 않았고 열정을 보이지도 않았다. 스페인 정부는 무기력했고, 자신의 아들을 이탈리아의 지배자로 만들고 싶어 했던 스페인의 펠리페 5세의 개인적인 야망으로 인해 실질적인 이익을 놓쳐버렸다. 프랑스의 행정당국 역시 부패해있는 상황이었으며, 정부는 해상보다는 독일에서의 정치적 이권에 집중하고 있었기 때문에 해상에는 별다른 신경을 쓰지 않았다. 영국함대는 로버트 월폴 경이 담당한 이후 상당히 움직임이 둔화되어 있었다. 그러므로 비록 전쟁의 활기를 불러일으킨 적은 있었지만, 해상에서는 어떤 치열한 이권다툼도, 결정적인 전투도 벌어지지 않았다.
이 전쟁은 양측 사략선의 활약이 두드러졌다는 점이 특기할 만하다. 서인도제도에서 스페인이 행한 사략선의 활동은 큰 성과를 거두었으며 스페인 함대는 본국에서도 큰 활약을 펼쳤다. 프랑스군은 전 해역에서 별다른 활동을 하지 않았다. 마에 드 라 부르도네가 마드라스에 참여한 것은 사략 함대의 활동의 본질을 보여주고 있다. 영국도 이에 활발하게 대응하였다. 프랑스와 스페인 해적선에 의하여 나포된 총 함선 수는 영국의 목록에 나온 것보다 많다. 프랑스의 철학자 볼테르는 프랑스 정부로부터 들은 호언장담을 기록했는데 그 내용인즉, "더 많은 영국 상선을 나포할 수 있을 것이기 때문에 더 많은 영국 상인들을 사로잡을 것이다."였다고 한다. 그러나 이런 프랑스의 우세는 영국 정부가 이후에 그런 것처럼 수송선을 사용하지 않았기 때문이기도 하다.

### 세계전쟁
1739년 영국은 스페인에게 전쟁을 선포하였고 이로 인하여 젱킨스의 귀 전쟁이 발발하였다. 스페인의 식민지들이 공격당하기 전에 붕괴될 것이라는 인식이 팽배했다. 영국군의 계획은 동과 서에서 스페인 식민지에 대하여 공격을 하는 것이었다. 육군과 해군으로 구성된 일군은 에드워드 버논 제독의 지휘 하에 서인도제도로부터 공격을 실시하였다. 후에 앤슨 경이 되는 조지 앤슨 제독 휘하의 다른 군세는 혼곶 근교에서 라틴 아메리카의 태평양쪽 해안을 습격했다. 작전의 지연, 열악한 환경, 조선소 내부에 만연한 부패, 육군과 해군 지휘관들의 비애국적이고 집단이기주의적인 다툼으로 인하여 작전은 계획대로 진행되지 않았다. 1739년 11월 21일 버논 제독은 사실상 별다른 방비태세를 갖추지 않은 포르토 벨로(오늘날의 파나마 공화국)의 스페인 항만을 함락시키는 데 성공했고 이 별로 중요할 것 없는 승리를 강조하였다. 그러나 버논 제독은 스페인의 보급함대가 유럽에 도달하는 것을 저지하지 못했다.
스페인 사략선은 서인도 제도와 유럽 사이의 영국 무역선에 약탈을 감행하여 파멸적이라 칭할 만한 타격을 입혔다. 버논 제독이 챌로너 오글이 이끄는 수상 지원군과 합류하자 오늘날 콜롬비아에 있는 카르타헤나에 공격을 가하려 하였다.(1741년 3월 9일 4월 24일) 그러나 작전이 지연됨에 따라 스페인 제독 돈 블라스 데 레소 제독에게 방비할 기회를 주었다. 결국 작전은 실패로 끝나고 공격한 영국군은 상당한 피해를 입었다. 영국군의 작전을 성공시키기 위해서는 육군의 도움이 필요했음에도 불구하고 해군은 거의 독립적으로 작전을 수행하였다. 이에 반해 스페인 방어 군은 지휘를 일원화하여 영국군을 격퇴하였다.
서인도 제도에서의 전쟁은 계속되었고 이후에도 스페인 영토에 대한 공격이 2번 정도 이루어졌으나 모두 실패로 끝났고, 서서히 교착상태에 빠지더니 이 상태로 1748년까지 계속되었다. 앤슨 제독은 보급 상태가 최악인 상태로 항해를 계속했고 작전에 필요한 전력에 비해 너무 적은 전력을 가지고 전투에 임하였다. 앤슨 제독의 함대는 6척으로 이루어져 있었고 이들은 1740년 9월 18일 출항하였다. 앤슨은 1744년7월 15일 기함 센츄리언 한 척만을 이끌고 귀환하였다. 나머지 함대는 혼곶에서 함대에서 이탈하거나 상실하였다. 그러나 앤슨은 칠레와 페루 해안으로 이동하여 필리핀 근처에서 막대한 물자를 실은 스페인 갈레온을 나포하였다. 그의 항해는 결의와 지구력에 의해 이루어진 위업이었다.

### 지중해
앤슨이 세계 일주를 하고 있는 동안 스페인은 주로 이탈리아의 왕위와 관련된 정치적인 이해 관계에 주의를 기울이고 있었다. 카디스에서 출발한 보급 함대가 이탈리아로 출발하였다. 이 함대는 영국제독 니콜라스 하독의 감시를 받고 있었다. 봉쇄된 스페인 함대는 보급의 필요성으로 인해 결국 항구 밖으로 나가게 되었다. 스페인 제독 돈 후안 호세 나바로는 바다로 나아갔다. 영국 함대가 이를 따라잡았을 때 나바로 함대는 드 쿠르의 프랑스 함대와 1741년 11월 합류하였다. 프랑스 제독은 만약 스페인 함대가 공격당할 경우 지원하겠다고 선포하였다. 이에 따라 해덕의 함대는 퇴각하였다. 프랑스와 영국은 아직 선전포고를 하지 않은 상황이었으나 독일에서 영국은 헝가리 여왕 마리아 테레지아의 동맹자로서, 프랑스는 신성 로마 제국 황제 바바리아 선제후의 지지자로서 독일에서 교전을 벌이고 있었다. 나바로와 드 쿠르는 툴롱으로 이동하였는데 여기서 1744년 1월까지 머물러 있었다. 리처드 레스토크 제독 휘하의 영국 함대는 이들을 계속 감시하고 있었다. 이 와중에 토머스 매슈스 경은 해군 총사령관이자 토리노의 장관으로서 파견되었다.

### 북 대서양
프랑스와 영국간의 부분적인 적대선언은 이외의 해역에서도 벌어졌다. 그러나 공식적인 전쟁선언은 5월 30일 프랑스 정부가 공식적으로 전쟁을 선포하고 영국 정부가 5월 31일 이에 대응할 때까지 이루어지지 않았다. 공식적으로 프랑스군은 잉글랜드 공략을 준비하였고 이와 동시에 스페인-프랑스 연합함대와 매튜 제독이 지휘하는 영국함대 사이에 툴롱 전투가 지중해에서 벌어졌다. 1월 11일 영국 함대의 선봉과 중위가 동맹군의 후위와 중위와 교전을 벌였다. 레스토크는 그의 상급자와 사이가 나빴기 때문에 이 전투에서 아무런 행동도 취하지 않았다. 레스토크는 자신이 매튜의 명령에 반대하였다고 강하게 주장하였다. 혼란상태에 처한 데다가 성질이 급한 매튜 제독은 열정적이나 무질서한 상황에서 전투를 벌였고 이에 따라 영국함대는 전열이 붕괴되어 조직적인 움직임을 보여주지 못했다. 영국함대는 전투에서 자신의 실력을 최대한 발휘하지 못했다. 이에 영국인들은 분노하여 전쟁이 끝날 때까지 함대 개혁에 전력을 다했다.
프랑스의 영국 공략은 재커바이트 지도자들과 병사들을 됭케르트에 상륙시킴과 동시에 진행하기로 계획되어 있었다. 그러나 영국 정부는 이를 완벽하게 꿰뚫어보고 있었고, 계획은 완벽히 분쇄되었다. 1744년 1월 20척의 드 로케푀이 휘하의 프랑스 전열함대는, 존 노리스 제독 휘하 영국함대가 대응준비를 하기도 전에 영국 해협에 진입하였다. 그러나 프랑스 함대의 장비는 열악했고 제독 역시 안 좋은 기상여건으로 인하여 발생할 수 있는 모든 불운한 사건들에 대하여 염려하느라 긴장하고 있었다. 드 로케푀이는 다운스 지역까지 진입하였으나 이곳에 존 노리스가 지휘하는 25척의 전열함대가 있다는 것을 파악하고는 퇴각해 버렸다.
비록 당시 네덜란드가 플랑드르 지방을 보호하기 위하여 해상활동이 위축되었음에도 불구하고, 드 로케푀이 제독이 퇴각함에 따라 로케푀이 함대의 호위 속에 영국으로 건너가고자 했던 됭케르트 방면 프랑스 군의 움직임은 자연스레 연기되었다. 아직 치명적인 공격을 당하지 않았고 본국과 독일에서의 이권이 훨씬 급한 상황이었기 때문에 영국정부는 해상에서의 활동을 강화하는 데 주저하고 있었고 이에 따라 영국 함대는 별다른 공세적인 움직임을 취하지 않았다. 1745년 동안 뉴잉글랜드에서 루이스버그를 공략하였고 이에 영국 함대의 지원이 뒤따랐으나 작전은 산발적이었고 보급 작전에 뒤따른 움직임일 뿐이었으며, 특별한 목표를 가지고 움직인 것은 아니었다. 동인도에서는 마에 드 라 부르도네가 영국 함대의 별다른 저항을 받지 않는 소규모 함대를 이용하여 맹활약하였다. 부르도네는 마드라스를 1746년 7월 24일에서 9월 9일 동안 공략하여 함락시켰고, 루이스버그를 향하여 출항하였다. 루이스버그와 마드라스는 종전협정에 따라 교환되었다. 같은 해 영국 연합 함대는 프랑스 해안에 상륙작전을 펼쳤으나 이러한 일련의 작전들은 "기니 동전으로 창문 깨기"라는 조롱을 받았다. 이들 작전은 8월과 10월경에 행해졌다. 이들의 목적은 로리앙에 있는 프랑스 동인도 회사의 조선소를 파괴하는 것이었으나 실패하였다.
1747년부터 전쟁이 끝나는 1748년 10월까지 영국정부의 해군정책은 최고조에 달하지는 않았지만 여전히 열정적이고 일관된 움직임을 보였다. 프랑스 해안에 근접하여 정찰을 보내고 있었고, 프랑스와 프랑스의 미국 식민지의 연결을 단절시키기 위한 효과적인 작전들을 수행하였다. 봄에 로리앙으로부터 동부와 서부 인도를 향하여 중요한 수송선이 출발했다는 정보가 들어왔다. 전해에 영국 정부는 비록 자신들의 약점으로 인해 스스로 붕괴해버리긴 했지만 당빌 공작 휘하 프랑스군의 상륙을 허용한 적이 있었다. 1747년에는 좀 더 명예로운 작전을 성공시켰다. 앤슨 제독 휘하의 영국 함대가 해협에서 수송선을 습격했고, 이를 격침시키거나 나포하고, 격퇴하였다. 이 전투는 5월 3일 벌어졌으며 ‘제1차 피니스테레 곶 해전’이라 명명되었다.
10월 14일 막강한 함대에 의해 보호되던 프랑스 수송선이 수적으로나 장비 면에서나 더 우위에 있는 영국 함대에 의해 비스케이만에서 습격당했다. 이 전투를 제2차 피니스테레 곶 해전이라고 하는데 프랑스의 제독 데셀비에 드 레탕뒤에르는 훌륭하게 방어를 지휘하였고, 뛰어난 에탕뒤에르의 전함들은 에드워드 호크 경 휘하의 훨씬 많은 수의 영국군의 공격을 저지할 수 있었다. 비록 프랑스군은 해전에서 패하였지만, 함대전이 벌어지고 있는 사이 수송선들은 에탕뒤에르가 호위용으로 파견한 소규모의 함대의 보호 하에 서부 인도로 계속 항해할 수 있었다. 그러나 이들 대부분은 다른 해역에서 영국함대에게 공격당하거나 나포되었다. 이에 따라 프랑스 정부는 해상에서 희망이 없다고 판단하고 이 이상의 노력을 기울이지 않았다.
마지막 해상 작전이 벌어진 곳은 서인도로 별로 중요하지 않은 스페인 함대가 찰스 놀스 제독 휘하의 영국 함대에게 쿠바 해안에서 습격당한 사건이다. 이들 중에는 아바나에 배치된 레기오 제독 휘하의 해군이 소속되어 있었다. 양측은 자신들의 상선들을 지키고 상대측의 상선을 약탈하는 데 고심하고 있었다. 영국함대는 아메리카의 광산에서 채굴한 금괴와 은괴를 싣고 본국으로 귀환하는 스페인 함대를 약탈하려 하였다. 이 영국함대는 영국 수송선을 보호하던 역학을 맡던 함대와 1748년 10월 1일 합류하였다. 이 작전은 후의 영국 함대가 거둔 성공에 비교하면 결정적이라고 할 수는 없었으나 확실히 찰스 놀스 제독이 우세하게 전황을 이끌었다. 그는 찰스 놀스는 이 와중에 격심한 전쟁으로 여러 가지 의미에서 진이 다 빠져버린 유럽 열강이 평화 조약을 맺었다는 정보에 따라 작전을 중지하였다. 서로의 전후 복구 과정을 보면 그 어느 쪽도 전쟁에서 확고한 우위를 점하지 못했다는 점을 보여준다. 벵갈 만 점령과 플랑드르에서의 군사적 성공을 거둔 프랑스는 이 둘을 대등한 성과로 다루었으며, 스페인은 아무것도 얻지 못했다.

## 같이 보기
- 제1차 카르나티크 전쟁 - 오스트리아 왕위 계승 전쟁 중 한 부분을 차지하는 인도에서 지배권을 차지하려는 앵글로-프랑스의 적대를 말한다.
- 하타르당의 러시아 전쟁(Hats' Russian War) - 오스트리아 왕위 계승 전쟁에서 스웨덴이 관여한 전쟁
- 조지 왕 전쟁 - 오스트리아 왕위 계승 전쟁에서 아메리카가 관련된 전쟁
- 젱킨스의 귀 전쟁 - 오스트리아 왕위 계승 전쟁에서 앵글로-스페인간의 전쟁

## 추가 문헌
- Reed Browning: The War of the Austrian Succession. New York: St Martin's Press, 1993   ISBN 0-312-09483-3 (Bibliography: pp.403-431)
- 역사를 바꾼 중세의 명전투들, 신은미, 유페이퍼, 2014, ISBN 480D140304520

 본 문서에는 현재 퍼블릭 도메인에 속한 브리태니커 백과사전 제11판의 내용을 기초로 작성된 내용이 포함되어 있습니다.